# كلوستريديوم بروبيوني جديد
مطثية بروبيونية جديدة (الاسم العلمي: Clostridium neopropionicum) هي نوع من بكتيريا تتبع جنس المطثية من فصيلة نظيرات المطثية. نسبة إلى كونها بكتيريا جديدة منتجة لحمض البروبيونيك.